# Madrid Tennis Grand Prix 1992
Il Madrid Tennis Grand Prix 1992 è stato un torneo di tennis giocato sulla terra rossa. È stata la 21ª edizione del Madrid Tennis Grand Prix che fa parte della categoria World Series nell'ambito dell'ATP Tour 1992. Si è giocato a Madrid in Spagna dal 27 aprile al 3 maggio 1992.

## Campioni

### Singolare
Sergi Bruguera ha battuto in finale  Carlos Costa con il punteggio di 7–6(6), 6–2, 6–2

### Doppio
Patrick Galbraith /  Patrick McEnroe hanno battuto in finale  Francisco Clavet /  Carlos Costa con il punteggio di 6–3, 6–2